# Tvärselet
Tvärselet är en sjö i Dorotea kommun i Lappland och ingår i Ångermanälvens huvudavrinningsområde. Sjön har en area på 0,471 kvadratkilometer och ligger 402,9 meter över havet. Sjön avvattnas av vattendraget Näsån (Långselån).

## Delavrinningsområde
Tvärselet ingår i det delavrinningsområde (717759-148056) som SMHI kallar för Utloppet av Tvärselet. Medelhöjden är 493 meter över havet och ytan är 6,57 kvadratkilometer. Räknas de 50 avrinningsområdena uppströms in blir den ackumulerade arean 342,61 kvadratkilometer. Näsån (Långselån) som avvattnar avrinningsområdet har biflödesordning 3, vilket innebär att vattnet flödar genom totalt 3 vattendrag innan det når havet efter 282 kilometer. Avrinningsområdet består mestadels av skog (89 procent). Avrinningsområdet har 0,64 kvadratkilometer vattenytor vilket ger det en sjöprocent på 9,7 procent.